# Малышева, Ольга Владимировна
О́льга Влади́мировна Ма́лышева (24 февраля 1920 год, Феодосия — 2004 год) — советский и российский скульптор-керамист, Заслуженный художник РСФСР.

## Биография
Ольга Владимировна Малышева родилась 24 февраля 1920 года в Феодосии. В 1940 году окончила Московский текстильный институт, училась у Л. А. Бруни и А. В. Куприна. С 1940 по 1945 годы работала в монументальной мастерской при Академии архитектуры СССР под руководством Л. А. Бруни.

В 1956 году начала работать с керамикой. С 1957 года начала участвовать в выставках. Работая на Конаковском фаянсовом заводе им. М. И. Калинина (Тверская область), создала вазу «Спорт», 
которая многократно тиражировалась и экспонировалась на выставках. Для конца 1950-х годов эта ваза явилась принципиально новым явлением, так как художница стремилась отойти от традиционного подхода к форме и росписи, прибегая к более современным приемам — обобщенной условной росписи, дополненной рельефом и цветными глазурями.
В 1959 году ваза «Москва» её работы была отобрана в число заводских экспонатов на Международной выставке керамики в Остенде (Бельгия). Устроители выставки оценили это произведение, отметив его автора Серебряной медалью.
Её кисти принадлежит фреска плафона Центрального театра Советской Армии.
Работы художницы находятся в коллекциях музеев:
- Третьяковская галерея
- Русский музей
- музей Тимирязева
- Литовский художественный музей (Вильнюс)
- Музей Ариана (Швейцария)
- Государственный музей искусств имени И. В. Савицкого (Узбекистан)
- Государственный Художественный музей Молдавской ССР (Кишинёв)[2]

Её работы входят в фонд конаковского фаянса Государственного музея керамики в Москве (Кусково).
Ольга Малышева работала в жанровой и анималистической скульптуре. Жила в Москве. Скончалась в 2004 году.

## Публикации
- Книга «Художники об искусстве керамики»[3] (в соавторстве)
- Книга-каталог «Ольга Малышева, заслуженный художник РСФСР: скульптура малых форм, керамика, графика, живопись»[4]

## Награды
- 1976 год — Заслуженный художник РСФСР.